# 4905 Hiromi
4905 Hiromi è un asteroide della fascia principale. Scoperto nel 1991, presenta un'orbita caratterizzata da un semiasse maggiore pari a 2,6000400 UA e da un'eccentricità di 0,1690247, inclinata di 12,41303° rispetto all'eclittica.